# Кабалевський Дмитро Борисович
Дмитро Борисович Кабалевський (рос. Дмитрий Борисович Кабалевский; 30 грудня 1904, Санкт-Петербург, Російська імперія — 14 лютого 1987, Москва, Російська РФСР) — радянський композитор, педагог, громадський діяч. Народний артист СРСР (1963). Герой Соціалістичної Праці (1974). Доктор мистецтвознавства (1965). Дійсний член Академії педагогічних наук СРСР (1971). Почесний професор консерваторії в Мехіко (1959). Член Ради директорів (1961), Почесний призер Міжнародного товариства музичного виховання (1972). Член-кореспондент Академії мистецтв НДР (1970).

## Біографія

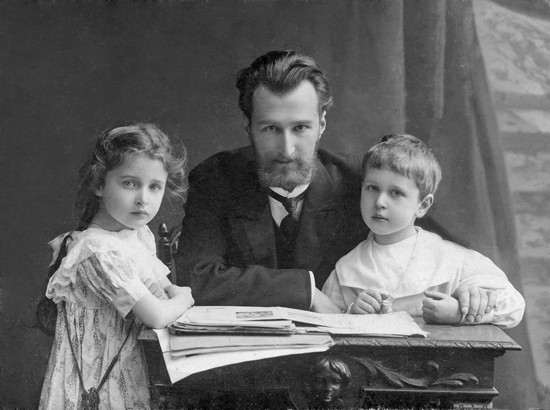
Борис Кабалевський із сином Дмитром і донькою Оленою. Санкт-Петербург, 1909

Закінчив Московську консерваторію з класу композиції М. Я. Мясковського в 1929. З 1932 і до кінця життя викладав там же, головним чином композицію. В 1940–1946 був головним редактором журналу «Советская музыка», в 1949–1952 керував сектором музики Інституту історії мистецтв у Москві. З початку 1950-х років входив у керівні органи Союзу радянських композиторів (після 1957 — Союз композиторів СРСР), зокрема, з 1962 і до кінця днів очолював комісію з естетичного виховання дітей й юнацтва.
Серед учнів Кабалевського — композитор Мирослав Скорик (стажування в аспірантурі) , а також Георгій Дмитрієв. 

## Творчість
Композитор створив велику кількість творів у самих різних жанрах, у його спадщині п'ять опер, з яких дві — «Кола́ Брюньйон» за Р.Роланом (1938, 2-а ред. 1968) і «Родина Тараса» (на сюжет з епохи Другої світової війни, 1950) досить широко ставилися при житті автора, а також балет, оперета, чотири симфонії, оркестрові поеми й сюїти, ряд кантат (з яких сама помітна — «Реквієм» на слова Р. І. Рождественського, 1964), інструментальних концертів, камерних інструментальних ансамблів, дуже багато фортепіанної музики й романсів; він автор музики до великої кількості театральних постановок й кінофільмів. Автор музики до фільмів О. Довженка: «Аероград» (1935) і «Щорс» (1939).
Найбільшою популярністю користувалися твори композитора для дітей і підлітків: тріада інструментальних концертів (у тому числі фортепіанний концерт на тему пісні «То берёзка, то рябина»), цикли фортепіанних п'єс і пісень; у вокальній музиці виділяються часто виконувані у свій час «Десять сонетів Шекспіра» (1955). Крім того Кабалевський багато виступав у періодичній пресі, написав кілька книг на тему музично-естетичного виховання.
Значна кількість творів Кабалевського — соціально значимої тематики. Музиці Кабалевского властиві оптимізм, пафос життєствердження. Кабалевский вніс цінний вклад в область музики для дітей та юнацтва (тема юності — одна із центральних у його творчості).

## Концепеція музичного виховання Д. Кабалевського
Система Д.Кабалевського багато в чому спирається на загальні ідеї Б.Яворського, Б. Асаф'єва, Л.Баренбойма і ставить своєю метою ранню підготовку дітей до сприйняття серйозної музики. Вихідною позицією для Д.Кабалевського були слова Б. Яворського: "… якщо поглянути на музику як на предмет шкільного навчання, то перш за все, треба категорично відвести в даному випадку питання музикознавства і сказати: музика — мистецтво, то є якесь явище в світі, створене людиною, а не наукова дисципліна, якої вчаться і яку вивчають ".
Суть програми Д.Кабалевського полягає в тому, що всі форми музичних занять зі школярами мають бути спрямовані на їх духовний розвиток. Майже будь-яка, навіть сама лаконічна розмова про музику може (і повинна) допомагати їх пізнанню світу, формуванню їхнього світогляду, вихованню їх моральності. Доказом цієї думки є епіграф до програми Д.Кабалевського — слова відомого українського педагога В. О. Сухомлинського: «Музичне виховання — це не виховання музиканта, а насамперед виховання людини».
Головний девіз: «Навчання музики — засіб, виховання музикою — мета». Основа програми — вивчення основних сфер музики — 3 кити в музиці (пісня, танець і марш). Програма дотримувалась принципу тематизму. Д. Кабалевський організатор позашкільної форми масової освіти — лекція-концерт.
На своїх уроках використовував всі види музичної діяльності, але в пріоритеті було слухання музики, адже саме через нього відбувався розвиток мислення, емоцій, пам'яті, творчої уяви, фантазії, розвиток слухового досвіду.
«Лише тоді музика може виконати свою естетичну, пізнавальну і виховну роль, коли діти навчаться по-справжньому чути її й роздумувати про неї, — підкреслював педагог. — Справжнє, відчуте і продумане сприймання музики — основа усіх форм прилучення до музики, тому що при цьому активізується внутрішній світ учнів, їх почуття і думки»